# Теятеяненг
Теятеяненг (сесото Teyateyaneng) — місто і адміністративний центр району Береа в Лесото. Населення на 2010 рік — 27 071 особа.

## Географія
Теятеяненг розташований на відстані 40 кілометрів від столиці Масеру на дорозі Мейн Норс Ван, що простягається паралельно до кородону з ПАР, у північному напрямку. Місто розташоване на висоті 1600 метрів над рівнем моря.

## Історія
Місто Теятеяненг було засновано у 1886 році, як столиця Береа, Масофалом. У 1986 році було відзначено сторіччя міста, організовано спортивні змагання.

## Економіка
Теятеяненг має декілька підприємств роздрібної торгівлі та фабрик з виробництва килимів.